# 貝德格勒特

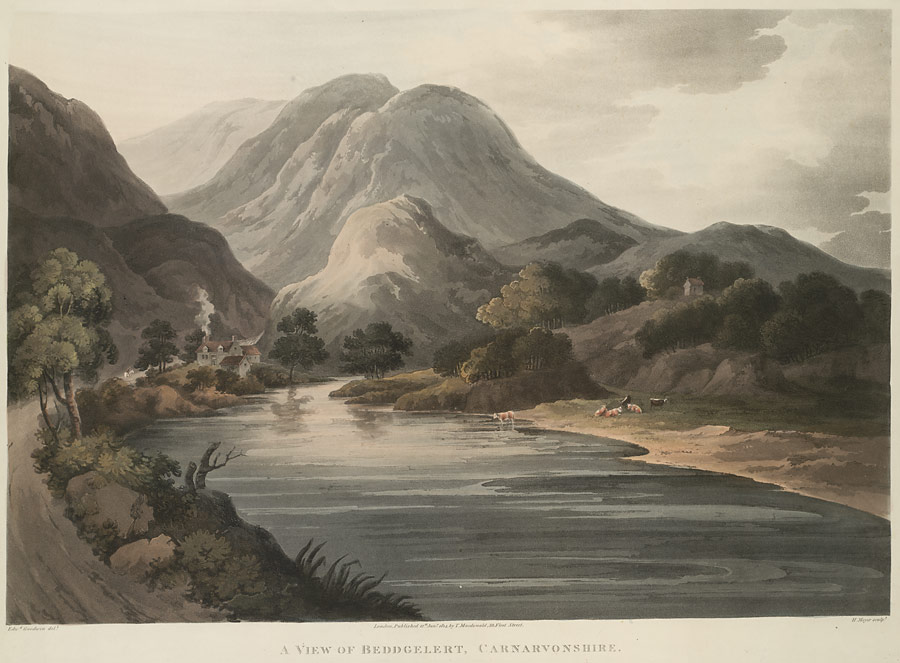
A view of Beddgelert, 1814

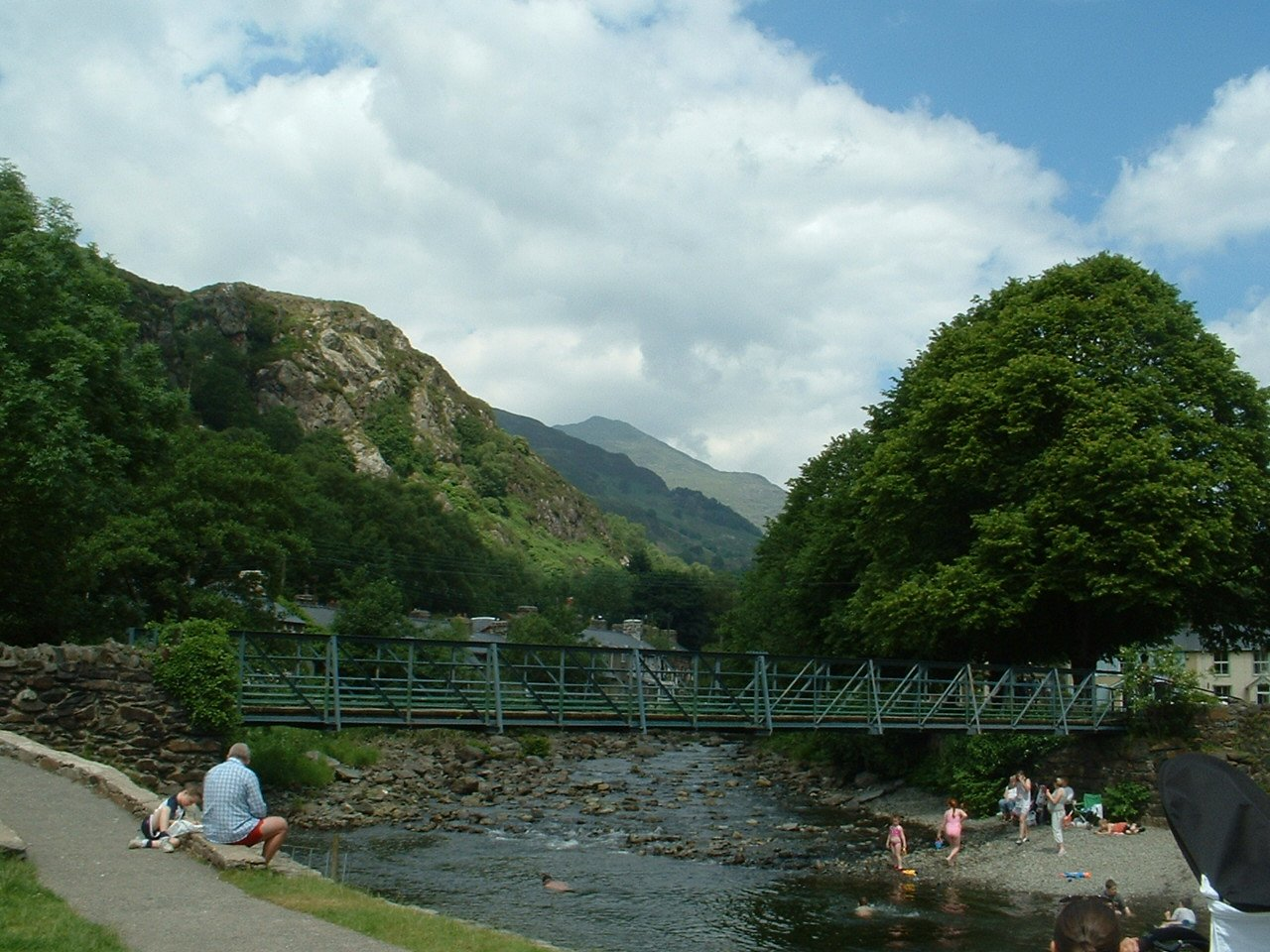
The River Glaslyn at Beddgelert

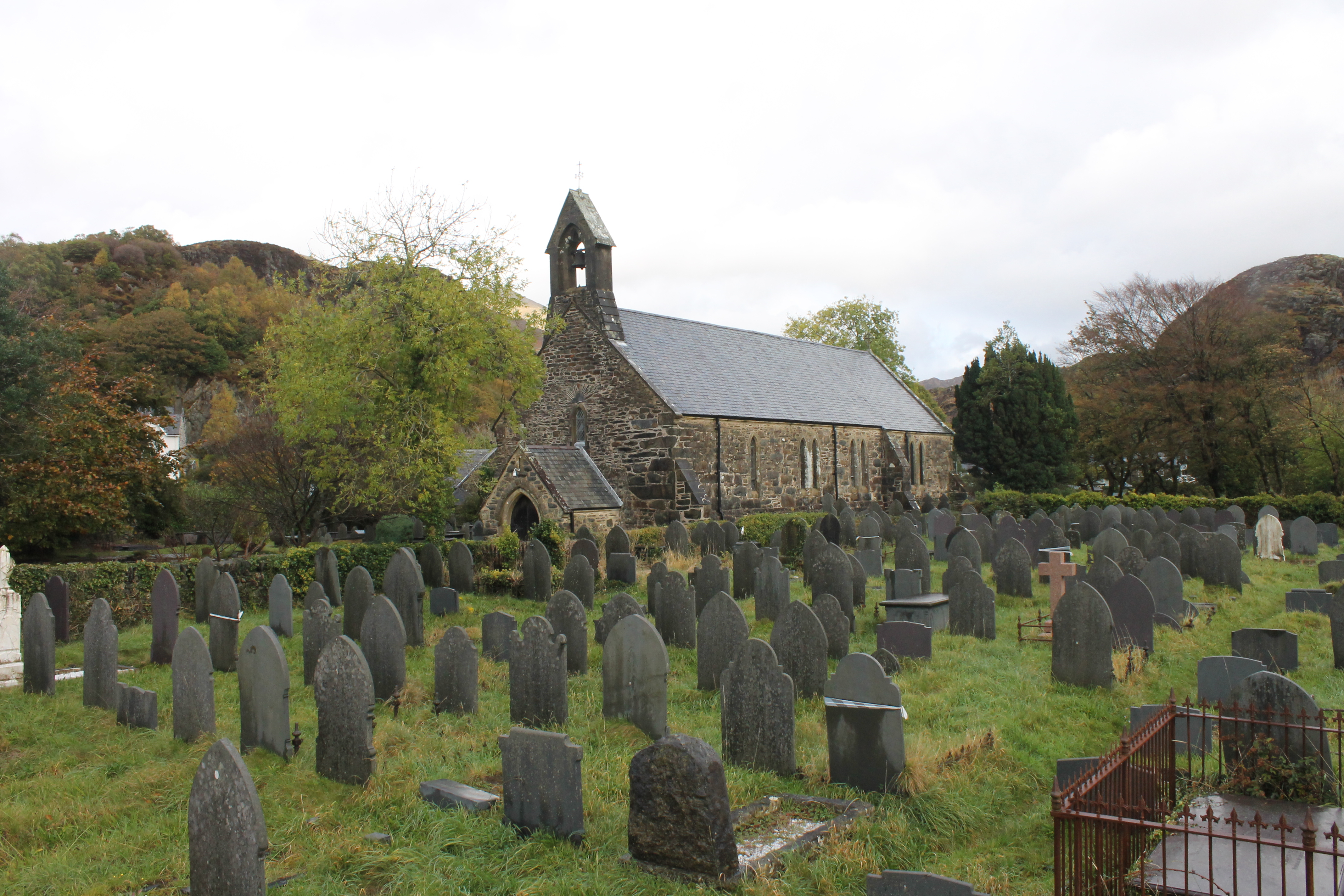
St Mary's Church

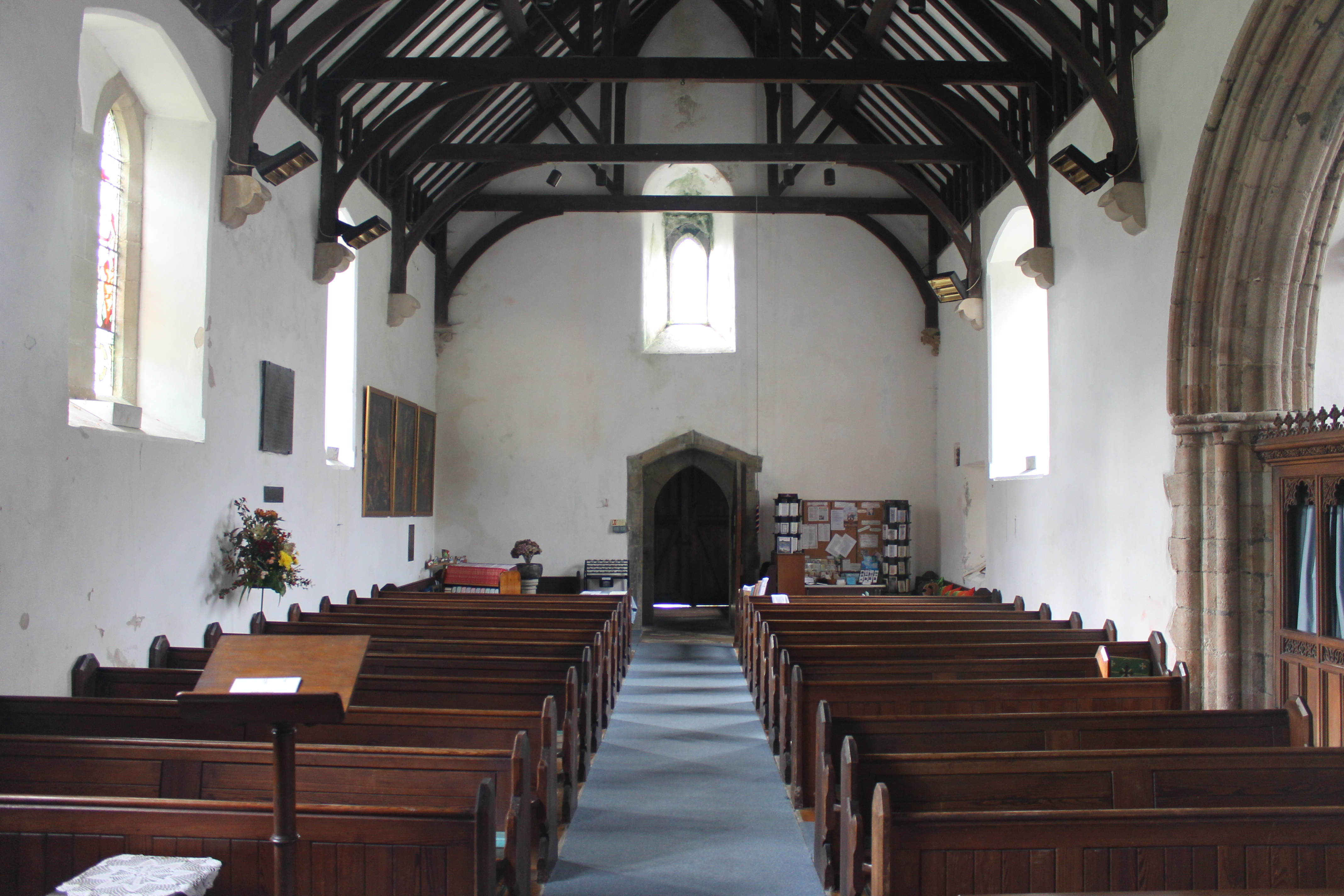
Inside St Mary's Church

貝德格勒特（英語：Beddgelert，威爾斯語：[bɛðˈgɛlɛrt] ⓘ），英國威爾斯格温内斯郡史諾多尼亞山區內的一條村落。據2021年人口普查， 當地人口為460人。

## 延伸閱讀
- Nicolaisen, W. F. H.; Gelling, Margaret; Richards, Melville (编), , Batsford, 1986, ISBN 978-0-7134-5235-8

## 外部連結
- 维基共享资源上的相關多媒體資源：貝德格勒特
- Beddgelert Travel Guide 的存檔，存档日期14 February 2019.
- Beddgelert Snowdonia Guide （页面存档备份，存于）
- www.geograph.co.uk : photos of Beddgelert and surrounding area （页面存档备份，存于）
- 貝德格勒特的地圖資料